# フリードリヒ・クリュザンダー
カール・フランツ・フリードリヒ・クリュザンダー（Karl Franz Friedrich Chrysander, 1826年7月8日 - 1901年9月3日）は、ドイツの音楽史家、出版者。ヘンデル作品の校訂や他の多くの作曲家に関する信頼性の高い著作によって、19世紀の音楽学の草分けとみなされている。

## 生涯
クリュザンダーはメクレンブルク＝シュヴェリーン大公国のリュプテーンに粉屋の息子として生まれた。ロストック大学に学び、1853年に博士号を授与されたが、その後音楽の道へと転向した。1901年に「ミュージカル・タイムズ」紙に出された彼の死亡記事には以下のように記されている。
当初より彼は遠い過去の偉大な音楽作品の権利と主張を厳密に守り、正統かつ忠実な演奏が行われるようにするため、歴史家としての役目を果たそうとしていた。そうした演奏とは、例えば現代化せず、楽器や歌を付け加えないようなもののことである。
また、クリュザンダーはバッハの『ミサ曲 ロ短調』の手稿譜の再発見者としても名を刻まれている。楽譜を手に入れた彼は気前のいいことに、入手にかかった費用と同じ額でベルリンの王立図書館へとこれを売り渡した。

## 主要作品
1858年から1902年にかけてドイツ・ヘンデル協会よりヘンデル作品集が出版されたが、このほぼ全てはクリュザンダーの手になるものだった。しかし、第1巻をまとめたのはユリウス・リーツであり、クリュザンダーは編纂作業に不慣れで作曲家の指示を軽視するリーツの仕事に大いに不満を感じていた。また、後の巻にはマックス・ザイフェルトが助手として加わったものもある。作品集刊行の初期に出版者が企画から離脱してしまったため、クリュザンダー自ら自宅に彫版印刷の店を立ち上げ、以降の巻を自力で出版した。また、出版を行っていた時期には自宅の庭で育てた野菜や果物を販売し、売り上げを副収入としていた。
後の時代になってこの作品集の品質に疑問を呈する者も現れるようになった。ある者はドイツ・ヘンデル協会版を「決して完全ではなく、信頼できるものでもない」と言い、またある者はクリュザンダーが「元は複雑だった作品から題材を恣意的に抽出しており、その方法に関する説明がない」と批判した。にもかかわらず、100巻以上にわたって音楽作品を取り扱ったこの企画は、当時における注目すべき偉業であったとみなされている。
ヘンデルの他にも、ブラームスと協力して手掛けたクープランのクラヴサン曲全集（1871年-1888年）、ヨアヒムと協力して出版したコレッリ作品集（1888年-1891年）
など、多くの作曲家の作品を編纂して出版している。